# Rohova, Babanka
Rohova (în ucraineană Рогова) este o comună în raionul Babanka, regiunea Cerkasî, Ucraina, formată numai din satul de reședință.

## Demografie
Componența lingvistică a comunei Rohova
     Ucraineană (97,95%)
     Rusă (1,49%)
     Alte limbi (0,19%)
Conform recensământului din 2001, majoritatea populației comunei Rohova era vorbitoare de ucraineană (97,95%), existând în minoritate și vorbitori de rusă (1,49%).